# Israil Arsamakov
Israil Magomedgireevič Arsamakov (in russo Исраил Магомедгиреевич Арсамаков?; Groznyj, 8 febbraio 1962) è un ex sollevatore sovietico, campione olimpico nel 1988, che ha gareggiato nella categoria dei pesi massimi leggeri (fino a 82,5 kg.).

## Carriera
Ha esordito in campo internazionale ai Campionati europei di Karl-Marx-Stadt del 1986, dopo aver vinto i campionati nazionali sovietici l'anno precedente, vincendo subito la medaglia d'oro con 382,5 kg. nel totale, battendo il bulgaro Asen Zlatev (375 kg.) ed il rumeno Constantin Urdaș (370 kg.).
Ai campionati mondiali di Sofia dello stesso anno Arsamakov arrivò a 390 kg. nel totale ma fu battuto da Asen Zlatev (405 kg.) e dovette accontentarsi della medaglia d'argento.
Dopo un 1987 senza grandi competizioni internazionali, nel 1988 Arsamakov vinse nuovamente il titolo nazionale sovietico e fu convocato per le Olimpiadi di Seul 1988, riuscendo a conquistare la medaglia d'oro nella categoria massimi-leggeri con 377,5 kg. nel totale, davanti all'ungherese István Messzi (370 kg.) e al sudcoreano Lee Hyung-kun (367,5 kg.).
Nel corso della sua carriera realizzò un record del mondo nella prova di strappo (1982).